# Roupala nonscripta
Roupala nonscripta är en tvåhjärtbladig växtart som beskrevs av Edwards & Prance. Roupala nonscripta ingår i släktet Roupala och familjen Proteaceae. Inga underarter finns listade i Catalogue of Life.